# Ron Clarke
Ronald William „Ron“ Clarke AO, MBE (* 21. Februar 1937 in Melbourne; † 17. Juni 2015 in Gold Coast) war ein australischer Leichtathlet und Politiker. Bekannt wurde der Langstreckenläufer für seine 17 Weltrekorde. Ihm gelang es aber nie, eine Goldmedaille bei einer großen Meisterschaft zu erreichen.

## Leben
1956 durfte Clarke als vielversprechender Jungathlet das olympische Feuer in das Stadion von Melbourne während der Eröffnungszeremonie zu den Olympischen Spielen tragen.
Bei den Commonwealth Games wurde er 1962 über 3 Meilen Zweiter hinter Murray Halberg. 1966 wurde er Zweiter über 6 Meilen hinter Naftali Temu. 1970 gewann er seine dritte Silbermedaille, als er im 10.000-Meter-Lauf vom Schotten Lachie Stewart geschlagen wurde.
Bei den Olympischen Spielen 1964 in Tokio gewann er – damals Weltrekordhalter – über 10.000 Meter die Bronzemedaille und wurde jeweils Neunter über 5000 Meter und im Marathon. Bei den Olympischen Spielen 1968 wurde er Fünfter über 5000 und Sechster über 10.000 Meter.
Zwischen 1963 und 1968 erzielte er 17 Weltrekorde im Langstreckenlauf, darunter viermal über 5000 und zweimal über 10.000 Meter.
Sein Problem war vielleicht die mangelnde taktische Flexibilität. Stets bestritt er seine Rennen mit einem hohen Anfangstempo. Mit dieser Flucht nach vorne ging er zwar allen Komplikationen zu Beginn eines Rennens aus dem Weg, zum Ende reichte es dann aber nicht mehr zu einer Steigerung. Das Publikum liebte ihn dafür, bei großen Meisterschaften reichte es aber nicht für einen Sieg. Er zeichnete sich durch ein sehr hohes Trainingsvolumen bei geringer Variabilität in den Trainingsgeschwindigkeiten aus.
Clarke war von 2004 bis 2012 Bürgermeister der Gemeinde Gold Coast in Queensland.

## Bestleistungen
| 800 m    | 1:53.8   |  |                               | 1. Januar 1956    |
| 1500 m   | 3:44.1   |  |                               | 1. Januar 1968    |
| 1 Meile  | 4:00,2   |  |                               | 1. Januar 1968    |
| 2000 m   | 5:08,8   |  | Melbourne                     | 22. November 1966 |
| 3000 m   | 7:47.2   |  | Västerås (Arosvallen Stadium) | 27. Juni 1967     |
| 2 Meilen | 8:19.6   |  | London (Crystal Palace)       | 24. August 1968   |
| 5000 m   | 13:16,6  |  | Stockholm (Olympiastadion)    | 5. Juli 1966      |
| 10.000 m | 27:39,4  |  | Oslo (Bislett)                | 14. Juli 1965     |
| 20 km    | 59:22,8  |  | Geelong (Landy Field Stadium) | 27. Oktober 1965  |
| One Hour | 20.232 m |  | Geelong (Landy Field Stadium) | 27. Oktober 1965  |
| Marathon | 2:20:27  |  | Tokio (National Stadium)      | 21. Oktober 1964  |

- 5000 m: 13:16,6 min (1966), als Weltrekord 1972 von Lasse Virén unterboten
- 10.000 m: 27:39,4 min (1965), als Weltrekord 1972 von Lasse Virén unterboten

## Interessantes
- Er gewann 30 von seinen insgesamt 43 Wettkämpfen über 10.000 Meter oder 6 Meilen in den Jahren 1961 bis 1970.
- Er stellte insgesamt 35 Landesrekorde auf.
- Seinen ersten 10.000-Meter-Weltrekord (28:15,6 min im Dezember 1963) unterbot er noch achtmal.
- Er war achtmal Weltjahresbester über 5000 Meter (1966, 1967, 1968) bzw. 10.000 Meter (1963, 1965, 1966, 1968, 1969) – hierin wird er nur von Paavo Nurmi (13-mal) und Emil Zátopek (12-mal) übertroffen. Zátopek führte in den Jahren 1948 bis 1954 die 10.000-Meter-Weltjahresbestenliste siebenmal in Folge an.
- Er bestritt in den Jahren 1964 bis 1968 inklusive Vorläufen mindestens 254 Wettkämpfe.